# Verwaltungsgliederung der Oblast Orjol

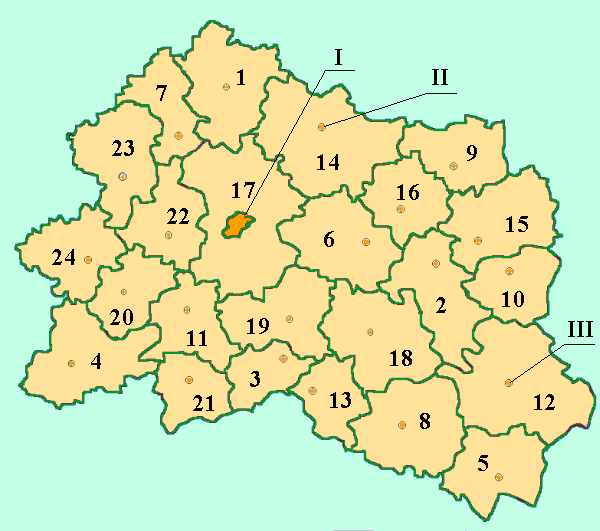
Verwaltungsgliederung der Oblast Orjol (Nummern in den ersten Tabellenspalten)

Die Oblast Orjol im Föderationskreis Zentralrussland der Russischen Föderation gliedert sich in 24 Rajons und 3 Stadtkreise. Den Rajons sind insgesamt 17 Stadt- und 223 Landgemeinden unterstellt (Stand: 2010).

## Stadtkreise
| [ 1 ] | Stadtkreis | Einwohner | Fläche (km²) | Bevölkerungs- dichte (Ew./km²) |
| ----- | ---------- | --------- | ------------ | ------------------------------ |
| III   | Liwny      | 50.699    | 32           | 1579                           |
| II    | Mzensk     | 44.670    | 21           | 2148                           |
| I     | Orjol      | 316.838   | 120          | 2640                           |

## Rajons
| [ 3 ] | Rajon             | Einwohner | Fläche (km²) | Bevölkerungs- dichte (Ew./km²) | Stadt- bevölkerung | Land- bevölkerung | Verwaltungssitz | Weitere Orte | Anzahl Stadt- gemeinden | Anzahl Land- gemeinden |
| ----- | ----------------- | --------- | ------------ | ------------------------------ | ------------------ | ----------------- | --------------- | ------------ | ----------------------- | ---------------------- |
| 1     | Bolchow           | 19.631    | 1182         | 17                             | 12.570             | 7.061             | Bolchow         |              | 1                       | 13                     |
| 23    | Chotynez          | 11.809    | 791          | 15                             | 4.404              | 7.405             | Chotynez        |              | 1                       | 8                      |
| 4     | Dmitrowsk         | 13.624    | 1250         | 11                             | 5.956              | 7.668             | Dmitrowsk       |              | 1                       | 12                     |
| 5     | Dolgoje           | 12.530    | 908          | 14                             | 4.642              | 7.888             | Dolgoje         |              | 1                       | 7                      |
| 3     | Glasunowka        | 13.706    | 581          | 24                             | 6.373              | 7.333             | Glasunowka      |              | 1                       | 7                      |
| 8     | Kolpnjanski       | 16.827    | 1177         | 14                             | 7.182              | 9.645             | Kolpna          |              | 1                       | 9                      |
| 9     | Korsakowo         | 5.230     | 691          | 8                              | –                  | 5.230             | Korsakowo       |              | –                       | 7                      |
| 10    | Krasnaja Sarja    | 7.677     | 650          | 12                             | –                  | 7.677             | Krasnaja Sarja  |              | –                       | 5                      |
| 11    | Kromy             | 23.040    | 969          | 24                             | 7.070              | 15.970            | Kromy           |              | 1                       | 12                     |
| 12    | Liwny             | 33.070    | 1806         | 18                             | –                  | 33.070            | Liwny           |              | –                       | 16                     |
| 13    | Maloarchangelsk   | 12.221    | 754          | 16                             | 3.872              | 8.349             | Maloarchangelsk |              | 1                       | 7                      |
| 14    | Mzensk            | 18.653    | 1666         | 11                             | –                  | 18.653            | Mzensk          |              | –                       | 14                     |
| 15    | Nowoderewenkowski | 12.632    | 1025         | 12                             | 4.742              | 7.890             | Chomutowo       |              | 1                       | 7                      |
| 16    | Nowosil           | 9.544     | 778          | 12                             | 3.799              | 5.745             | Nowosil         |              | 1                       | 7                      |
| 17    | Orjol             | 67.327    | 1701         | 40                             | 12.090             | 55.237            | Orjol           | Snamenka     | 1                       | 16                     |
| 18    | Pokrowskoje       | 16.396    | 1411         | 12                             | 4.528              | 11.868            | Pokrowskoje     |              | 1                       | 13                     |
| 6     | Salegoschtsch     | 16.510    | 1138         | 15                             | 5.448              | 11.062            | Salegoschtsch   |              | 1                       | 10                     |
| 24    | Schablykino       | 7.716     | 848          | 9                              | 3.358              | 4.358             | Schablykino     |              | 1                       | 7                      |
| 7     | Snamenskoje       | 5.835     | 817          | 7                              | –                  | 5.835             | Snamenskoje     |              | –                       | 7                      |
| 20    | Soskowo           | 7.372     | 612          | 12                             | –                  | 7.372             | Soskowo         |              | –                       | 7                      |
| 19    | Swerdlowski       | 17.626    | 1061         | 17                             | 5.747              | 11.879            | Smijowka        |              | 1                       | 7                      |
| 21    | Trosna            | 11.337    | 770          | 15                             | –                  | 11.337            | Trosna          |              | –                       | 8                      |
| 22    | Urizki            | 19.981    | 838          | 24                             | 9.990              | 9.991             | Naryschkino     |              | 1                       | 7                      |
| 2     | Werchowje         | 20.022    | 1072         | 19                             | 8.431              | 11.591            | Werchowje       |              | 1                       | 10                     |

Anmerkungen:
1. ↑  Nummer des Stadtkreises in der Karte
2. 1 2  Einwohnerzahlen vom 1. Januar 2010 (Berechnung)
3. ↑  Nummer des Rajons in der Karte (in alphabetischer Reihenfolge der Namen im Russischen)
4. ↑  Siedlungen städtischen Typs bzw. Stadtgemeinden
5. 1 2 3  Stadt gehört nicht zum Rajon, sondern bildet eigenständigen Stadtkreis; Einwohnerzahl der Stadt nicht bei der Berechnung der Bevölkerungsdichte berücksichtigt